# Pedro Júlio Marques Ribeiro
Pedro Júlio Marques Ribeiro, noto semplicemente come Pedro Ribeiro (Aveiro, 8 febbraio 1979), è un ex calciatore portoghese, di ruolo difensore.